# Frédérick Deschamps de La Place
Frédérick Deschamps de La Place (date de naissance inconnue) a été le deuxième gouverneur de l'île de la Tortue.
On sait très peu de choses sur lui, en dehors du fait qu'il donna un bateau à François L'Olonnais dans les années 1660, grâce auquel ce dernier put pratiquer la piraterie. De la Place savait ce que L'Olonnais entendait faire du navire, mais la France étant en guerre avec l'Espagne, il ne voyait que des avantages à envoyer un nouveau bateau en mer.
On ne sait pas quand de La Place a quitté l'île.